# چیر علیا
چیر علیا، روستایی از توابع بخش مرکزی شهرستان نائین در استان اصفهان ایران است.

## جمعیت
این روستا در دهستان کوهستان قرار دارد و براساس سرشماری مرکز آمار ایران در سال ۱۳۸۵، جمعیت آن زیر سه خانوار بوده‌است.